# Guillermo Naranjo
Guillermo Naranjo Piñera (* 22. Mai 1965 in Mexiko-Stadt) ist ein ehemaliger mexikanischer Fußballspieler auf der Position eines Verteidigers.

## Laufbahn
Der gebürtige Chilango verbrachte die meiste Zeit seiner Profikarriere bei seinem „Heimatverein“ Club América, mit dem er dreimal den Meistertitel und zweimal den CONCACAF Champions’ Cup gewann.
Bereits 1988 gelang ihm der Sprung in die Nationalmannschaft, doch wurde er nach diesen zwei Einsätzen nie wieder berufen.
Nach seiner aktiven Laufbahn arbeitete Naranjo von 2002 bis 2007 im Trainerstab des Club América und betreut heute die vereinseigene Fußballschule Escuela Matriz y Filiales del Club América.

## Erfolge
- Mexikanischer Meister: Prode 85, 1987/88, 1988/89
- CONCACAF Champions’ Cup: 1987, 1990